# Dinastia Nemanjić
A dinastia Nemânica (em sérvio:  Nemanjić; pl. Немањићи, Nemanjići) foi a mais importante dinastia da Sérvia na Idade Média e uma das mais importantes da Europa Meridional. Esta casa real produziu onze monarcas das Sérvia entre 1166 e 1371. Seu fundador foi Estêvão Nemânia, um descendente de um ramo cadete da dinastia Vukanović (1101–1166). Depois dele, todos os monarcas se utilizaram do título Estêvão (Stefan) como um nome pessoal, uma tradição adotada por suas pretensões reais. Os monarcas da dinastia começaram como grão-príncipes (veliki župan) e, com a coroação de Estêvão II em 1217, foram promovidos a reis e a Igreja Ortodoxa Sérvia foi fundada. Em 1346, Estêvão Uresis IV foi coroado "imperador dos sérvios e gregos [e albaneses e búlgaros]" e o arcebispado da Sérvia foi promovido a patriarcado. Em 1371, com a morte sem descendentes de Uresis, o Fraco (r. 1355–1371), assegurou-se a queda do Império da Sérvia: senhores provinciais conseguiram de volta suas antigas terras e os Nemânicas sobreviveram apenas através de linhagens matrilineares em diversas casas nobres sérvias.

## Contexto
Os sérvios,  eslavos vizinhos do Império Bizantino, viviam na chamada Esclavínia ("terras eslavas"), territórios inicialmente foram do controle bizantino e independente. No século VIII, a dinastia Vlastimirović fundou o Principado da Sérvia e, em 822, a Sérvia "se estendia por grande parte da Dalmácia" e o cristianismo foi adotado como religião estatal por volta de 870. Em meados do século X, o estado sérvio havia se transformado numa confederação tribal que se estendia até a costa do mar Adriático ao longo do Neretva, do Sava, pela região do Morava e do Escodra. O principado se desintegrou depois da morte do último monarca vlastimírida conhecido e os bizantinos anexaram a região, mantendo-a por um século até aproximadamente 1040, quando os sérvios, liderados pela dinastia Vojislavljević se revoltaram na Dóclea (Duklja; Sérvia Marítima). Em 1091, os Vukanović fundaram o Grão-Principado da Sérvia com base na Ráscia (Sérvia Transmontana) The two halves were reunited in 1142.. Em 1166, finalmente, Estêvão Nemânia tomou o trono, uma ocasião que marcou o início de um período de grande prosperidade da Sérvia sob o comando dos Nemânicas (Nemanjići), um ramo cadete dos Vukanović.

## Sérvia sob domínio dos Nemânicas

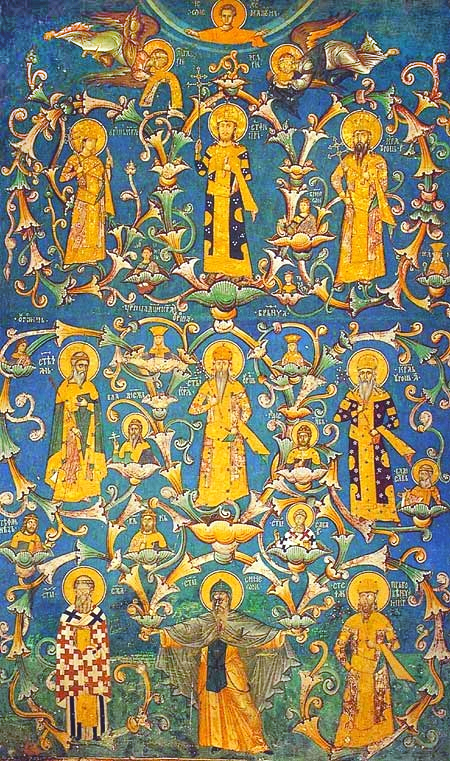
Árvore genealógica dos Nemânicas.
Afresco no Mosteiro de Visoki Dečani, em Kosovo.

A Sérvia alcançou o ápice de seu poder durante a dinastia Nemânica. Em 1217, foi proclamado o Reino da Sérvia e um resultado direto foi a fundação da Igreja Ortodoxa Sérvia dois anos depois. No mesmo ano, São Sava publicou a primeira constituição da Sérvia, o chamado "Nomocano de São Sava".
Estêvão Uresis IV proclamou o Império da Sérvia em 1346 e, foi durante seu reinado, que a Sérvia alcançou o auge de seu poder político e econômico e também sua maior extensão territorial. Estêvão se auto-proclamou sucessor do Império Bizantino e de fato governava o mais poderoso estado dos Bálcãs na época. Uresis promulgou um extensivo código legal conhecido como "Código de Duxã", abriu novas rotas comerciais e reforçou a economia. A Sérvia prosperou, tornando-se um dos mais desenvolvidos países da Europa. A identidade nacional dos sérvios foi profundamente marcada pelo governo de Uresis e suas realizações, e também pela igreja nacional sérvia, que assumiu o papel de guardiã do espírito nacional.
Antes de morrer subitamente, Estêvão Uresis tentou organizar uma cruzada com o papa contra os turcos otomanos que estavam à sua porta. Ele morreu em dezembro de 1355 aos 47 anos e foi sucedido por seu filho Estêvão Uresis V, dito "o Fraco", um termo que também pode se aplicar ao estado do império, que gradualmente decaiu até transformar-se numa anarquia feudal. Este período foi marcado pela expansão do sultanato otomano, que se expandia na Europa e na Ásia e terminou conquistando não apenas os bizantinos, mas todos os estados balcânicos.

## Monarcas
- Estêvão Nêmania (Stefan Nemanja) (r. ca. 1166–1199)
- Vukan II Nemânica (r. 1196–1208), filho mais velho de Nemânia
- Rei Estêvão, o Primeiro-coroado (Stefan II, Nemanja) (r. 1199–1228), filho mais novo de Nemânia
- Príncipe Jorge Nemânica (Đorđe Nemanjić) (r. 1208–1243), monarca de Zeta
- Rei Radoslau (Radoslav) (r. 1228–1233)
- Rei Vladislau I (Vladislav) (r. 1234–1243)
- Rei Uresis I (r. 1243–1276)
- Rei Dragutino (r. 1276–1282)
- Rei Milutino (r. 1282–1321)
- Rei Vladislau II (r. 1321–ca. 1325)
- Estêvão Uresis III (r. 1321–1331)
- Imperador Uresis, o Poderoso (r. 1331–1355), rei da Sérvia (r. 1331–1346); Tsar dos sérvios e gregos (r. 1346–1355)
- Imperador Uresis, o Fraco (r. 1355–1371),
- Imperador Simeão-Sinicha do Epiro (r. 1359–1370), filho de Estêvão Uresis III e da princesa bizantina Maria Paleóloga
- Imperador João Uresis da Tessália (r. 1370–1373), filho de Simeão-Siniša e último governante independente da Tessália

## Árvore genealógica

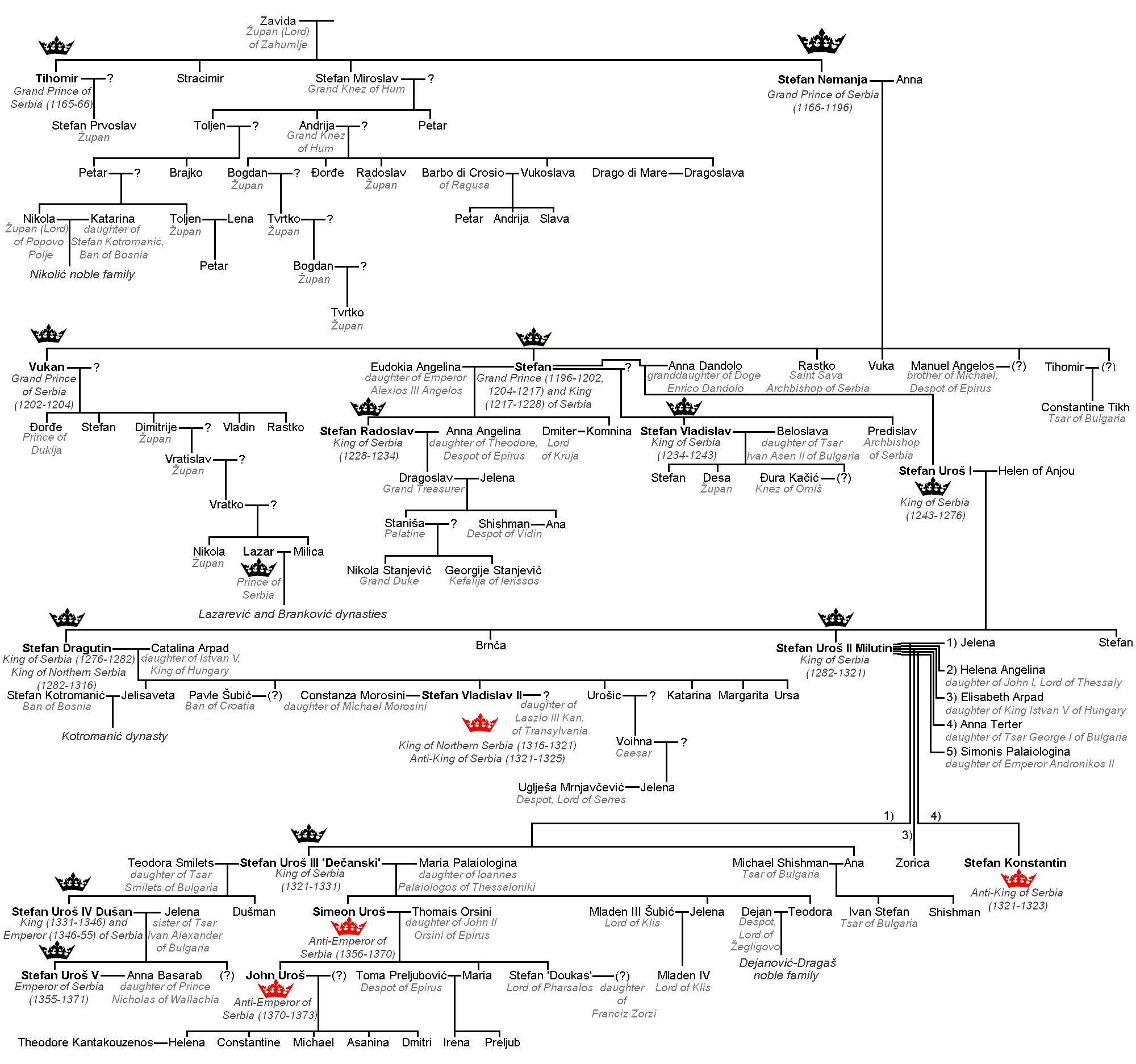
Árvore genealógica da dinastia Nemânica